# ایستگاه اوئیماچی
ایستگاه اوئی‌ماچی (به ژاپنی: 大井町駅 Ōimachi-eki) یک ایستگاه راه‌آهن است که در شیناگاوا-کو، توکیو واقع شده و توسط شرکت راه‌آهن شرق ژاپن، خط رینکای و یک خط آهن خصوصی بنام شرکت راه‌آهن توکیو اداره می‌شود.